# Jesús Toscanini
Jesús Daniel Toscanini Correa (Rocha, Uruguay, 11 de diciembre de 1987) es un entrenador profesional uruguayo - español . 
Actualmente trabajando en el Club Deportivo Eldense como Director de Metodología de toda la base en fútbol 11 y entrenador del Eldense B del fútbol regional de la Comunidad Valenciana.
Ha estado como entrenador en fútbol base en las comunidades de Catalunya, La Coruña y Valenciana.
Amplia trayectoria como jugador en países de América y Europa.

## Biografía
Debut en el año 2004, saliendo campeón del Apertura con el Rocha F.C. en 2005. También fue convocado a las Sub 20 de Uruguay jugando la Copa Chile, en 2006 jugó Copa Libertadores con dicho club y estuvo en preselección uruguaya en ese mismo año. Estuvo en Miramar Misiones en el 2008, después Toscanini emigró al Everton de Chile en ese mismo año.
Luego pasa al Tacuarembo en enero de 2009, luego recibe una oferta del Montevideo Wanderers la cual acepta. A principios de 2011 se convierte en el refuerzo para la Copa Libertadores 2011 del Club Wilstermann. Después volvió a su país a jugar a un club de segunda División llamado Sud América siendo el goleador de su equipo con 7 tantos pero no alcanzó para lograr el objetivo del ascenso. En la temporada 2012-2013 jugó en Club Atlético Torque, un equipo de la Segunda División de Uruguay siendo uno de los 3 goleadores del torneo con 15 tantos quedando en el podio de los 3 máximos goleadores del torneo 2013.
Luego en Juventud Independiente  en El Salvador se coronó como goleador del torneo con 14 tantos , luego pasa a jugar en Alianza F.C. de ese mismo país. 
Posteriormente, firmó contrato con el Atlético Huila de la Primera División de Colombia
En el año 2016 firmó con Rampla Juniors para disputar la segunda rueda del Campeonato Nacional de Segunda División Profesional de Uruguay logrando el ascenso a la primera división.
2016 Firma con el Club Municipal Limeño  de El Salvador
2017 viaja a Europa para sumarse al OPS   Oulun Palloseura de Finlandia
De 2017 a 2021 jugó en la Tercera División española poniendo fin a su carrera futbolística.

## Clubes[2]
| Club                             | País        | Año         |
| -------------------------------- | ----------- | ----------- |
| Rocha FC                         | Uruguay     | 2004 - 2007 |
| Miramar Misiones                 | Uruguay     | 2007 - 2008 |
| Everton                          | Chile       | 2008        |
| Tacuarembo FC                    | Uruguay     | 2009        |
| Montevideo Wanderers             | Uruguay     | 2009 - 2010 |
| Wilstermann                      | Bolivia     | 2011        |
| Sud América                      | Uruguay     | 2011 - 2012 |
| Torque                           | Uruguay     | 2012 - 2013 |
| Juventud Independiente           | El Salvador | 2013        |
| Alianza F.C.                     | El Salvador | 2014        |
| Atlético Huila                   | Colombia    | 2015        |
| Rampla Juniors                   | Uruguay     | 2016        |
| Municipal Limeño                 | El Salvador | 2016        |
| Oulun Palloseura                 | Finlandia   | 2017        |
| Juventud                         | España      | 2017        |
| Montañeros Club de Fútbol        | España      | 2018        |
| Club Deportivo San Roque de Lepe | España      | 2019        |
| Jerez Club de Fútbol             | España      | 2021        |

| Equipos como entrenador    | País   | Año       |
| -------------------------- | ------ | --------- |
| Juventud 25 de Septiembre  | España | 2017      |
| Atlético Coruña Montañeros | España | 2018      |
| Eldense C                  | España | 2021-2022 |
| Eldense B                  | España | 2024-2025 |